# 와인루프
와인루프(Wine Loop)는 2012년에 결성된, 대한민국의 혼성 2인조 음악 유닛이다.
Wine(세련되고 우아한)Loop(중독적인 반복된) 깔끔하고 세련된 음악을 중점으로 하고 있으며 인디밴드 안에서 Drum(리더)김성휘 vocal 정가이 2명의 멤버로 구성된 팀으로서 우리나라에서는 드물게 Jazz pop 장르를 연주하며 감정의 솔직함과 현실 공감 을 노래하는 Wine Loop

## 구성원
- 김성휘(리더, 드럼)
- 정가이(보컬)

## 음반 목록
- 〈1st Single / Wine Loop〉 (2012.10.12)
- 〈2st Single / What Are You Talking About?〉 (2013.05.15)
- 〈Night & Day〉 (2014.02.17)
- 〈3st Single / Apple Lips〉 (2015.02.24)
- 〈You And Me〉 (2015.09.18)
- 〈SAME〉 (2016.04.22)
- 〈TRIANGLE〉 (2016.11.16)
- 〈ROMANCE〉 (2017.06.23)
- 〈Another〉 (2017.09.29)
- 〈Swan〉 (2018.03.02)
- 〈Talk〉 (2018.11.24)
- 〈Dear〉 (2019.05.07)